# David Fine (acteur)
Pour les articles homonymes, voir David Fine et Fine.
David Fine est un acteur américain né en 1955.

## Biographie
David Fine est un acteur de rôles secondaires dans le cinéma américain mais il tient des rôles plus importants dans le cinéma indépendant. 
Dans le cinéma hollywoodien il interprète à plusieurs reprises des sans-abris comme dans À la recherche du bonheur, Sweet November ou encore Rent.

## Filmographie
- 1989 : The Banker
- 1995 : Til Death Do Us Part
- 1998 : Docteur Patch
- 2001 : After the Flood
- 2001 : Down Time
- 2001 : Haiku Tunnel
- 2001 : Scheme C6
- 2001 : Sweet November
- 2002 : Attitude
- 2002 : Burning Clean
- 2002 : Hum
- 2002 : Imprint
- 2002 : The Truth About Beef Jerky
- 2003 : Two-Fer
- 2003 : À la conquête d'un cœur (Love Comes Softly) de Michael Landon Jr. : Jed Larsen (téléfilm)
- 2004 : Hide Out
- 2005 : Need
- 2005 : Rent
- 2005 : Slapdash
- 2005 : Tweek City
- 2005 : Un secret pour tous
- 2005 : What's Bugging Seth
- 2006 : Isolated
- 2006 : Sweet Insanity
- 2006 : À la recherche du bonheur
- 2007 : 7eventy 5ive
- 2007 : Broken Arrows
- 2007 : Little Bruno
- 2007 : Revolution Summer
- 2008 : Blood Loss
- 2008 : Convention
- 2008 : Lonely Joe
- 2008 : Portable Storage
- 2008 : The Hustle
- 2008 : Touching Home
- 2012 : Knife Fight de Bill Guttentag : Tommy
- 2018 : Sorry to Bother You de Boots Riley :